# Ивановский сельский округ (Северо-Казахстанская область)
Ивановский сельский округ (каз. Иванов ауылдық округі) — административная единица в составе Аккайынского района Северо-Казахстанской области Казахстана. Административный центр — село Ивановка.
Население — 1107 человек (2009, 1679 в 1999, 1873 в 1989).

## История
Ивановский сельсовет образован 3 сентября 1928 года. 12 января 1994 года постановлением главы Северо-Казахстанской областной администрации создан Ивановский сельский округ.

## Состав
Село Сергеевка было ликвидировано.
В состав округа входят такие населенные пункты:
| Населенный пункт | Население, человек (1989) | Население, человек (1999) | Население, человек (2009) |
| ---------------- | ------------------------- | ------------------------- | ------------------------- |
| Ивановка, село   | 1382                      | 1385                      | 975                       |
| Сергеевка, село  | 155                       | 92                        | -                         |
| Ульги, село      | 336                       | 294                       | 132                       |